# Tierra (pel·lícula)
Tierra és una pel·lícula espanyola de 1995 dirigida per Julio Medem. Els seus protagonistes són Carmelo Gómez i Emma Suárez. La cinta va participar en el 49è Festival Internacional de Cinema de Canes.

## Sinopsi
Un home, Ángel, es considera a si mateix meitat home, meitat àngel, mig viu, mig mort, i creu que la seva consciència està regida per una veu que li parla des del cosmos. Arriba a una comarca amb l'encàrrec de fumigar, i acabar d'aquesta manera amb la plaga de trujoles que imprimeix al vi gust de terra. Dues dones molt diferents, una jove, descarada i soltera, i tímida i casada, l'altra, desperten els seus instints de manera que cadascuna respon als dos aspectes de la seva complexa personalitat: l'ardent i la romàntica.

## Repartiment
- Carmelo Gómez - Ángel Bengoetxeo
- Emma Suárez - Ángela
- Karra Elejalde - Patricio
- Silke - Mari
- Nancho Novo - Julio
- Txema Blasco - Tomás
- Ane Sánchez - Hija de Ángela
- Juan José Suárez - Manuel
- Ricardo Amador - Charly
- César Vea - Miñón
- Pepe Viyuela - Ulloa
- Alicia Agut - Cristina
- Miguel Palenzuela - Tío de Ángel
- Vicente Haro - Mayor
- Adelfina Serrano - Concha

## Premis
XI Premis Goya
| Categoria                 | Persona                          | Resultat  |
| ------------------------- | -------------------------------- | --------- |
| Millor director           | Julio Médem                      | Nominat   |
| Millor actriu revelació   | Silke                            | Nominada  |
| Millor música original    | Alberto Iglesias                 | Guanyador |
| Millors efectes especials | Reyes Abades Ignacio Sanz Pastor | Guanyador |

Fotogramas de Plata 1996
| Categoria               | Persona       | Resultat   |
| ----------------------- | ------------- | ---------- |
| Millor actriu de cinema | Emma Suárez   | Guanyadora |
| Millor actor de cinema  | Carmelo Gómez | Guanyador  |

- Premi a la millor pel·lícula espanyola en els Premis OLID de Valladolid (1996).
- Esment especial de la Crítica al Festival Internacional de Sao Paulo, Brasil (1997).